# Ферреро-Фьески, Витторио Амедео
Витторио Амедео Ферреро-Фьески (итал. Vittorio Amedeo Ferrero Fieschi; 8 марта 1687, Гальянико — 1 октября 1743, Мадрид), князь Массерано — испанский генерал и дипломат.

## Биография
Сын Карло Бессо Ферреро-Фьески, князя Массерано, и принцессы Кристины Ипполиты Савойской, внук герцога Карла Эммануила II Савойского.
Маркиз де Кревкёр, князь ди Казальваллоне, Вилата и Понтана, граф де Кандель, ди Бена, Гальянико, Лаванья, Роазио и Борьяна, великий подеста Сан-Дильяно, гранд Испании 1-го класса.
Дворянин Палаты короля, полковник полка Королевы, бригадир, лагерный маршал, генерал-лейтенант, капитан итальянской роты королевской гвардии, генерал-капитан королевских армий, вице-король и генерал-капитан королевства Валенсии.
7 апреля 1709 был пожалован в рыцари ордена Золотого руна. За заслуги перед неаполитанской короной был награжден орденом Святого Януария.
В 1741–1742 годах был испанским послом в Турине.

## Семья
Жена (5.06.1712): Джованна Ирене Караччоло (1697—1721), придворная дама королевы, дочь Кармине Никколо Караччоло, 5-го князя ди Санто-Буоно, вице-короля Перу, и Леонор Руффо
Дети:
- Витторио Филиппо (1713—1777), князь Массерано. Жена (28.10.1737): Шарлотта-Луиза де Роган-Монбазон (1722—1786), дочь Эркюля-Мериадека де Рогана, герцога де Монбазона, и Луизы-Габриели-Жюли де Роган-Субиз
- Мария Кристина (1714—1765). Муж (1730): Джузеппе Гаэтано Сан-Мартино, маркиз ди Сан-Джермано
- Костанца (1715—1785). Муж (1733): Джузеппе Мария Дамиани, граф ди Пьокка
- Карло (р. 1716, ум. юным)
- Мария Луиза (1717—1762). Муж (1733): Карло Иснарди ди Кастелло (уб. 1734), маркиз ди Каральо
- Катерина (р. 1719, ум. юной)
- Кармино Никколо (1720—?)
- Марино (1721—1772), граф ди Лаванья